# Cantón de Guémené-sur-Scorff
El cantón de Guémené-sur-Scorff era una división administrativa francesa, que estaba situada en el departamento de Morbihan y la región de Bretaña.

## Composición
El cantón estaba formado por diez comunas:
- Guémené-sur-Scorff
- Kernascléden
- Langoëlan
- Le Croisty
- Lignol
- Locmalo
- Persquen
- Ploërdut
- Saint-Caradec-Trégomel
- Saint-Tugdual

## Supresión del cantón de Guémené-sur-Scorff
En aplicación del Decreto nº 2014-215 de 21 de febrero de 2014, el cantón de Guémené-sur-Scorff fue suprimido el 22 de marzo de 2015 y sus 10 comunas pasaron a formar parte del nuevo cantón de Gourin.